# Grafem
Et grafem er den fundamentale enhed i et skriftsystem. Typer af grafemer er blandt andet bogstaver, kinesiske tegn, tal, skilletegn og andre tegn.
I fonologisk ortografi svarer et grafem til et fonem. I ikke-fonemiske skriftsystemer, kan flere grafemer stå for et fonem; disse kaldes da digrafer (to grafemer for et fonem) og trigrafer (tre grafemer for et fonem).
Et fonem kan også i enkelte tilfælde blive repræsenteres af flere grafemer. For eksempel kan fonemet k i dansk repræsenteres af grafemerne k, c og q. På samme måde kan fonemet f i engelsk repræsenteres både af grafemet f og af digrafen ph.
Forskellige glyffer kan også repræsentere samme grafem, hvilke betyder at de er allografer. For eksempel haves det lille bogstav a i to varianter; med eller uden “krog” i toppen. Ikke alle glyfer er grafemer i den fonologiske betydningen; for eksempel repræsenterer logogrammet & det latinske ordet et, som betyder og, og består af to fonemer.